# Leache
Leache (o Leatxe in basco) è un comune spagnolo di 46 abitanti situato nella comunità autonoma della Navarra.